# Collbató (ort)
Collbató är en ort i Spanien.   Den ligger i provinsen Província de Barcelona och regionen Katalonien, i den östra delen av landet, 500 km öster om huvudstaden Madrid. Collbató ligger 389 meter över havet och antalet invånare är 3 290.
Terrängen runt Collbató är kuperad norrut, men söderut är den platt. Runt Collbató är det tätbefolkat, med 511 invånare per kvadratkilometer. Närmaste större samhälle är Terrassa, 15,7 km öster om Collbató. 